# Schwanzmuskulatur
Als Schwanzmuskulatur (lateinisch Musculi caudae oder Musculi coccygis) werden diejenigen Skelettmuskeln bezeichnet, die an den Schwanzwirbeln ansetzen und der Bewegung des Schwanzes dienen. In der Säugetieranatomie werden nach dem Ursprung zwei Gruppen unterschieden. Die Wirbelsäulen-Schwanzmuskeln entspringen von den Lenden-, Kreuz- oder von anderen Schwanzwirbeln, die Becken-Schwanzmuskeln am Becken.
Zu den Wirbelsäulen-Schwanzmuskeln gehören:
- Schwanzheber (bei einseitiger Wirkung Seitwärtszieher)
  - Musculus sacrocaudalis dorsalis medialis: entspricht den Musculi multifidi der übrigen Wirbelsäule
  - Musculus sacrocaudalis dorsalis lateralis: Fortsetzung des Musculus longissimus
- Niederzieher des Schwanzes (bei einseitiger Wirkung Seitwärtszieher)
  - Musculus sacrocaudalis ventralis medialis: kurze Einzelbündel von Kreuzbein bis Schwanzspitze
  - Musculus sacrocaudalis ventralis lateralis: kräftigster Niederzieher
- Seitwärtszieher des Schwanzes: seitlich der Schwanzwirbel an den Querfortsätzen, bei Raubtieren Trennung in:
  - Musculi intertransversarii dorsales caudae
  - Musculi intertransversarii ventrales caudae

Die rückenseitigen (dorsalen) Schwanzmuskeln entsprechen der epaxialen Rückenmuskulatur (beim Menschen siehe Autochthone Rückenmuskulatur), wobei der Musculus sacrocaudalis dorsalis medialis die Fortsetzung der Musculi multifidi und der Musculus sacrocaudalis dorsalis lateralis die Fortsetzung des Musculus longissimus darstellen. Sie heben den Schwanz und führen ihn bei einseitiger Kontraktion zur Seite. Die bauchseitigen (ventralen) Schwanzmuskeln dienen als Nieder- und Seitwärtszieher. Zwischen den Musculi sacrocaudales ventrales mediales beider Seiten verläuft die Arteria caudalis mediana, die bei größeren Tieren als Pulsfühlstelle genutzt werden kann. Der Schiefschweif des Pferdes ist eine Erkrankung der Schwanzmuskulatur. Bei der „Wasserrute“ (kokzygeale Myopathie) der Hunde wird ebenfalls eine Entzündung oder eine Minderdurchblutung der Schwanzmuskulatur als Ursache vermutet.
Die Becken-Schwanzmuskeln bilden das Diaphragma pelvis, eine im Beckenboden des Menschen entsprechende Muskelplatte. Zu diesen Muskeln gehören der Musculus coccygeus und der Musculus levator ani, im weiteren Sinne auch der Musculus rectococcygeus. Eine Atrophie dieser Muskeln führt zu einer Perinealhernie, die vor allem bei Hunden zu beobachten ist.